# 互補決定區
互補決定區（CDRs）為抗體和T細胞受體上可變域（variable domains）的一部分，為抗原與抗體接觸的地方，故又稱抗原結合位。CDR為全身變異性最大的地方，以捕捉不同抗原，所以也常被稱為高變區（hypervariable regions）。

## 位置和結構

抗體示意圖。藍色與淺藍色部分均為可變域（variable domains），淺藍色的為CDRs（屬於可變域的一部分）

抗原受體可變域的胺基酸序列有三個CDR（CDR1、CDR2，和CDR3），且為非連續。並分布在兩條多肽鏈上（輕鏈和重鏈）。

## 外部連結

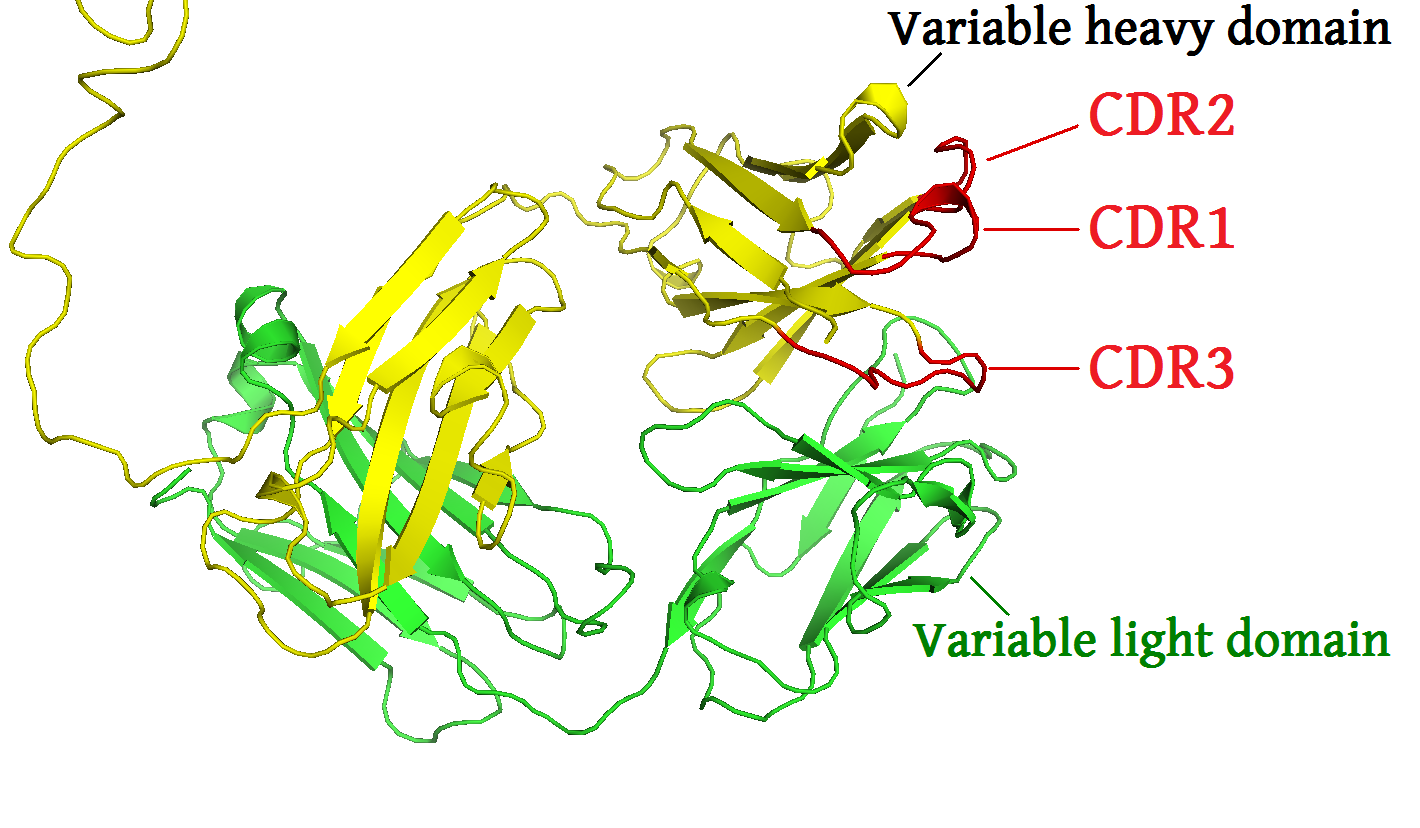
抗體上半部分（Fab區）。紅色部分標註的是重鏈上的互補決定區。

- 醫學主題詞表（MeSH）：Complementarity+determining+regions